# Cuauhtémoc Barreal
Cuauhtémoc Barreal är en ort i Mexiko.   Den ligger i kommunen Tacotalpa och delstaten Tabasco, i den sydöstra delen av landet, 700 km öster om huvudstaden Mexico City. Cuauhtémoc Barreal ligger 94 meter över havet och antalet invånare är 917.
Terrängen runt Cuauhtémoc Barreal är huvudsakligen kuperad, men söderut är den bergig. Runt Cuauhtémoc Barreal är det ganska tätbefolkat, med 93 invånare per kvadratkilometer. Närmaste större samhälle är Amatán, 11,7 km sydväst om Cuauhtémoc Barreal. I omgivningarna runt Cuauhtémoc Barreal växer i huvudsak städsegrön lövskog.